# Lamprophis
Lamprophis – rodzaj węży z rodziny Lamprophiidae.

## Rozmieszczenie geograficzne
Rodzaj obejmuje gatunki występujące w Afryce Południowej (Botswana, Eswatini, Lesotho i Południowa Afryka).

## Charakterystyka
Są to małe, niejadowite węże. Samice rosną do długości 120 cm, natomiast samce do 75 cm. Zamieszkują zarośla, lasy, sawanny, rejony górskie, a także w pobliżu siedlisk ludzkich. Samice składają przeciętnie 8–12 jaj. Głównym składnikiem pożywienia tych węży są gryzonie.

## Systematyka
Rodzaj zdefiniował w 1843 roku austriacki zoolog Leopold Fitzinger w publikacji własnego autorstwa zatytułowanej Systematyka gadów. Część pierwsza, Amblyglossae. Gatunkiem typowym jest (oryginalne oznaczenie) L. aurora.

### Etymologia
Lamprophis: gr. λαμπρος lampros ‘błyszczący, świecący, lśniący’; οφις ophis, οφεως opheōs ‘wąż’.

### Podział systematyczny
Do rodzaju należą następujące gatunki:
- Lamprophis aurora (Linnaeus, 1758)
- Lamprophis fiskii Boulenger, 1887
- Lamprophis fuscus Boulenger, 1893

W przeszłości do rodzaju Lamprophis zaliczane były też inne gatunki afrykańskich węży, m.in. wąż mahoniowy (L. fuliginosus), L. capensis, L. inornatus czy L. swazicus; badania Kelly’ego i współpracowników (2011) wskazują jednak, że gatunki te nie tworzą kladu, do którego nie należeliby również przedstawiciele rodzajów Lycodonomorphus, Bothrophthalmus, Bothrolycus, Pseudoboodon i Gonionotophis. Autorzy przenieśli część gatunków zaliczanych do rodzaju Lamprophis we wcześniejszych publikacjach do odrębnych rodzajów Boaedon, Lycodonomorphus i Inyoka.